# Hydraecia plumbosa
Hydraecia plumbosa är en fjärilsart som beskrevs av Harrison 1929. Hydraecia plumbosa ingår i släktet Hydraecia och familjen nattflyn. Inga underarter finns listade i Catalogue of Life.